# Territori occupati dalla Federazione Russa

Mappa che mostra la Russia in rosso scuro con i territori occupati dai russi in Europa in rosso chiaro, come segue:
In Moldavia: Transnistria (1), dal 1992
In Georgia: Abcasia (2) e Ossezia del Sud (3), dal 2008
In Ucraina: Crimea (4) e parti dell'oblast' di Luhans'k (5) ed oblast' di Donec'k (6) dal 2014, e parti dell'oblast' di Zaporižžja (7) e oblast' di Cherson (8) dal 2022.

I territori evidenziati sono sotto il controllo militare della  Russia in quanto i territori sono stati invasi dall'esercito russo a seguito dell'operazione militare speciale in Ucraina iniziata il 24 febbraio 2022. Il termine controllo è applicato ai territori in Georgia (Abcasia ed Ossezia del Sud), Moldavia (Transnistria) e parti dell'Ucraina.
Inoltre, le quattro Isole Curili più meridionali sono contese con il Giappone.

## Moldavia

### Transnistria (1992-oggi)

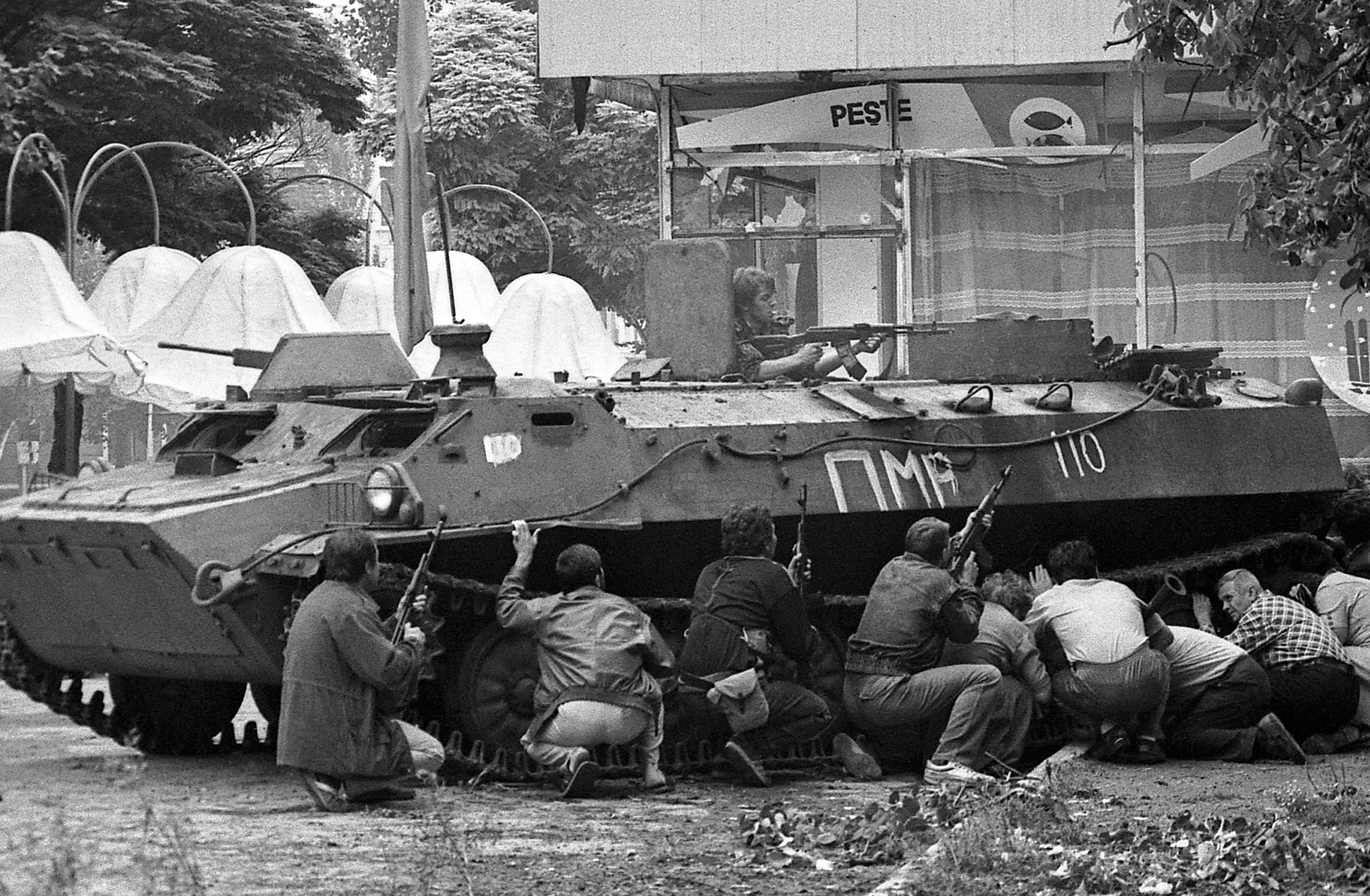
Forze della Transnistria durante la battaglia di Tighina

In seguito allo scioglimento dell'Unione Sovietica nel 21 dicembre 1991, molti moldavi in tutta l'ex Repubblica Socialista Sovietica Moldava iniziarono a chiedere l'unificazione con la Romania e che il "moldavo" (a cui si chiedeva di riferirsi come rumeno) fosse scritto in alfabeto latino e non in cirillico e che diventasse l'unica lingua ufficiale della Moldavia. Ciò non fu ben accolto in Gagauzia, una regione etnicamente turca in Moldavia, e nella maggior parte della riva sinistra del fiume Dniester. Qui i russofoni, che formavano la maggioranza nella regione, sostenevano che il russo doveva essere mantenuto come lingua ufficiale della Moldavia insieme con il moldavo (che doveva ancora essere scritto in cirillico e non essere indicato come rumeno), e che la Moldavia non si unisse alla Romania. Le divergenze sfociarono nel 1992 nella guerra di Transnistria, che dopo la sanguinosa battaglia di Tighina del 1992 portò alla vittoria dei separatisti, che in precedenza avevano dichiarato l'indipendenza della Transnistria, a seguito di un intervento militare russo in Transnistria ancora oggi presente nell'area e che difende ancora oggi il regime transnistriano nonostante le richieste moldave di ritirarsi da quella che è ancora legalmente la sua terra riconosciuta a livello internazionale. Dopo la fine della guerra, la Transnistria ha avanzato diverse richieste per entrare a far parte della Russia.

## Georgia

### Abkhazia e Ossezia del Sud (2008-oggi)

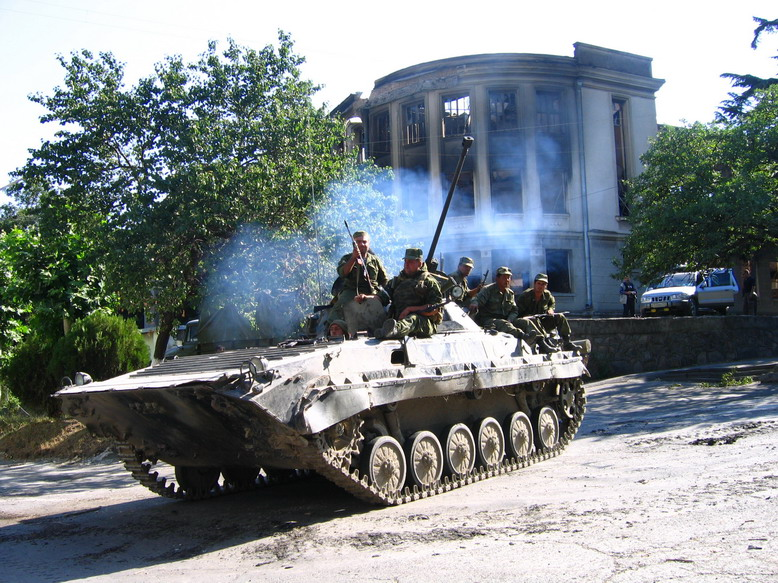
BMP-2 russo della 58ª armata dell'Ossezia meridionale

Dopo la guerra russo-georgiana, il 26 agosto 2008 il presidente Medvedev ha firmato decreti che riconoscono l'indipendenza dell'Abcasia e dell'Ossezia del Sud come stati sovrani. La Russia ha stabilito relazioni diplomatiche con questi stati parzialmente riconosciuti e ha collocato truppe Russe in entrambi. Le forze di sicurezza Russe sono state schierate lungo le linee di demarcazione con la Georgia.
Molti giornalisti internazionali e società di media, come Al Jazeera, BBC e Radio Free Europe/Radio Liberty, nonché organizzazioni non governative, hanno definito l'Abcasia e l'Ossezia del Sud territori occupati dalla Russia.
Il 28 agosto 2008 il parlamento georgiano ha approvato all'unanimità una risoluzione che dichiara formalmente l'Abcasia e l'Ossezia meridionale come territori occupati dai Russi e le truppe russe come forze di occupazione. La legge vieta l'ingresso nelle regioni dalla Russia e sottopone i trasgressori a una multa o alla reclusione. In Abcasia si può entrare solo dalla municipalità di Zugdidi, attraverso il ponte Enguri. L'Ossezia del Sud, tuttavia, non consente l'ingresso di stranieri dal territorio controllato dalla Georgia. I valichi verso l'Ossezia meridionale sono stati effettivamente chiusi anche per la gente del posto da settembre 2019, mentre è in vigore un regime di permessi speciali da parte delle autorità de facto dell'Ossezia meridionale per due valichi: Akhalgori - Odzisi (comune di Mtskheta) e Karzmani (comune di Sachkhere).
Nell'aprile 2010, la commissione per gli affari esteri del parlamento georgiano ha chiesto agli organi legislativi di 31 paesi di dichiarare l'Abcasia e l'Ossezia meridionale territori sotto occupazione russa e di riconoscere il massiccio spostamento di civili da quelle regioni da parte della Russia come una pulizia etnica. Il ministero degli Esteri russo Lavrov ha reagito, chiedendo alla Georgia di abolire la legge. Nel frattempo, l'Assemblea generale delle Nazioni Unite ha condannato ogni anno i cambiamenti demografici forzati in atto in entrambe le regioni a seguito dello sfollamento e del rifiuto del diritto al ritorno degli sfollati interni (in termini pratici, di etnia georgiana). Nel 2022 95 membri delle Nazioni Unite hanno sostenuto la risoluzione, con 12 contrari e 56 astenuti. Ha rilevato in un rapporto del 2022, riconosciuto con la stessa risoluzione, l'applicazione russa del confine de facto che viola i principi della "libertà di movimento".
L'Ossezia del Sud ha anche discusso più volte di una possibile annessione dello Stato da parte della Russia.

## Ucraina

### Crimea, parti degli oblast' di Donec'k e Luhans'k (2014-oggi)

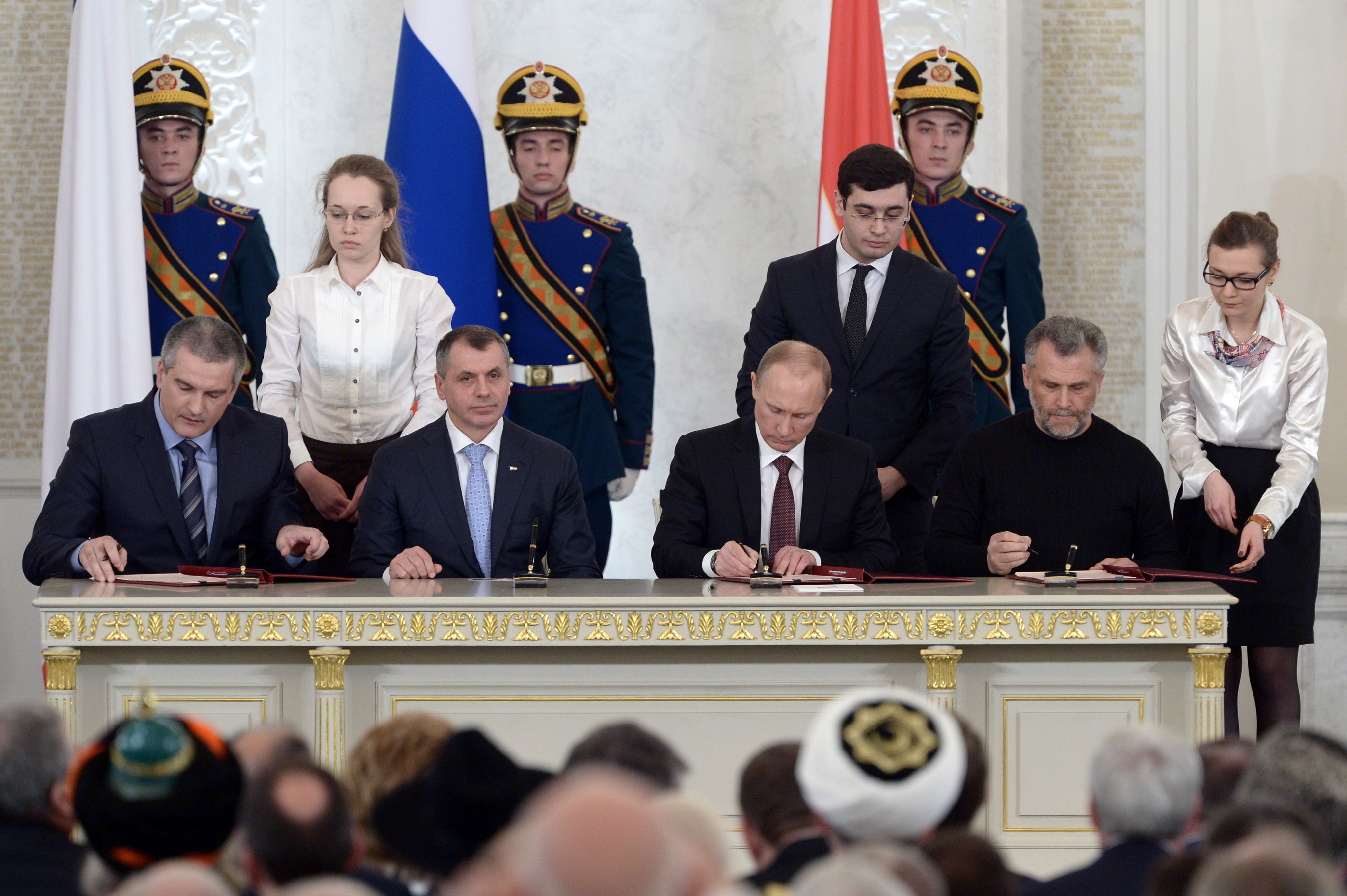
Il presidente russo Vladimir Putin firma il trattato di annessione della Crimea da parte della Federazione Russa con i leader della Crimea.

Dopo l'invasione militare russa che ha portato alla perdita del controllo ucraino sulla penisola di Crimea e di parti degli oblast di Donec'k e Luhans'k, la situazione relativa alla penisola di Crimea è più complessa da quando la Russia ha annesso il territorio nel marzo 2014 e ora lo amministra come due soggetti federali - la Repubblica di Crimea e la città federale di Sebastopoli. L'Ucraina continua a rivendicare la Crimea come parte integrante del proprio territorio, sostenuta dalla maggior parte dei governi stranieri e dalla risoluzione 68/262 dell'Assemblea generale delle Nazioni Unite, sebbene la Russia e alcuni altri Stati membri delle Nazioni Unite riconoscano la Crimea come parte della Federazione Russa o abbiano espresso sostegno al referendum sullo status della Crimea del 2014.
Nel 2015, il parlamento ucraino ha fissato ufficialmente il 20 febbraio 2014 come data di "inizio dell'occupazione temporanea della Crimea e di Sebastopoli da parte della Russia", Con il 7% del territorio ucraino sotto occupazione.

### Invasione dell'Ucraina (2022-oggi)

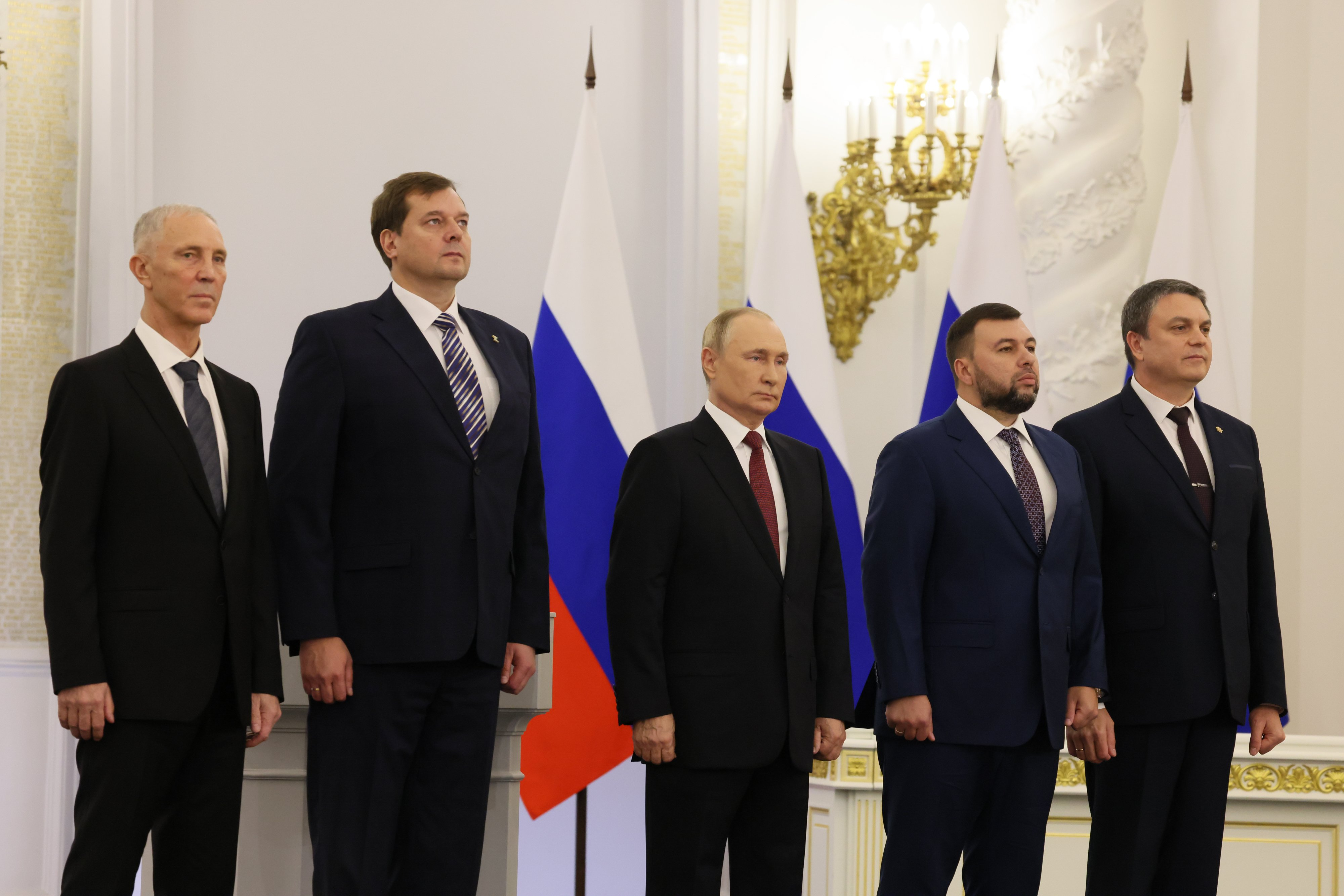
Vladimir Putin con i leader filorussi il 30 settembre 2022, durante la cerimonia di annessione a Mosca dei quattro oblast' ucraini.

Nel febbraio 2022, la Russia ha lanciato un'invasione su vasta scala dell'Ucraina dopo aver riconosciuto la Repubblica popolare di Doneck e la Repubblica popolare di Luhansk come stati indipendenti. Il presidente russo Putin ha ordinato alle forze russe di "svolgere funzioni di mantenimento della pace" in Ucraina il 22 febbraio, e poi di iniziare una "operazione militare speciale " il 24 febbraio, rendendo illegale riferirsi al più grande conflitto europeo dalla seconda guerra mondiale come "guerra" in Russia. Nell'ottobre del 2022, la Russia occupa parti dell'oblast' di Donec'k, oblast' di Charkiv, oblast' di Cherson, oblast' di Luhans'k, oblast' di Mykolaïv e l'oblast' di Zaporižžja, e tutta la penisola di Crimea con le sue forze armate, i gruppi mercenari come il Gruppo Wagner, le truppe volontarie Cecene e le milizie separatiste del DPR e LPR.
A settembre 2022, l'esercito ucraino, con una riuscita controffensiva, ha riconquistato quasi tutto l'oblast' di Charkiv.
La Russia ha tenuto referendum di annessione nei territori occupati dell'Ucraina dal 23 settembre al 27 settembre. Il 30 settembre, Putin ha firmato i trattati con i capi nominati dalla Russia delle regioni DPR, LPR, Cherson e Zaporižžja da integrare in Russia, e la loro annessione è stata approvata dalla Corte costituzionale russa e ratificata dal Consiglio della Federazione Russa, sebbene i confini recentemente rivendicati della Federazione Russa debbano ancora essere determinati.

## Controversia sulle Isole Curili

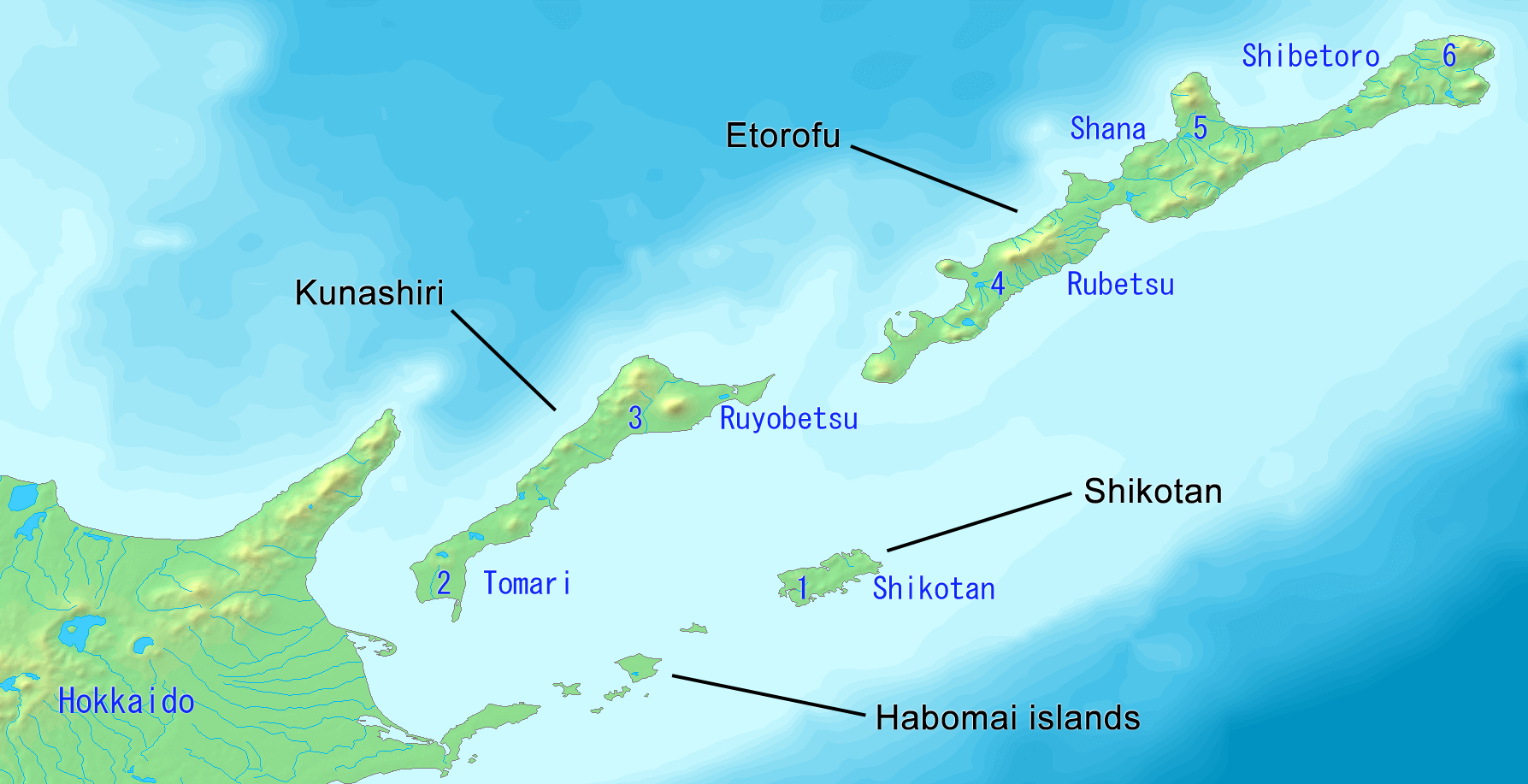
Isole contese in questione: Isole Habomai, Shikotan, Kunashiri (Kunašir) ed Etorofu (Iturup).

La disputa delle Isole Curili è una disputa territoriale tra il Giappone e la Federazione Russa sulla proprietà delle quattro Isole Curili più meridionali. Le quattro isole contese, come altre isole della catena delle Curili che non sono in discussione, furono annesse dall'Unione Sovietica in seguito all'operazione di sbarco delle Isole Curili alla fine della seconda guerra mondiale. Le isole contese sono sotto l'amministrazione russa come distretto delle Curili meridionali dell'oblast' di Sachalin (Сахалинская область, Sachalinskaja oblast'). Sono rivendicati dal Giappone, che li chiama Territori del Nord o Chishima meridionale, e li considera parte della sottoprefettura di Nemuro della prefettura di Hokkaido.
Il Giappone e gli Stati Uniti sostengono che fino alla conclusione di un trattato di pace della seconda guerra mondiale tra Giappone e Russia, i Territori del Nord contesi rimarranno territorio occupato sotto il controllo russo tramite l'Ordine Generale n. 1 Il Parlamento europeo, nella risoluzione "Relazioni tra UE, Repubblica di Cina e Repubblica Popolare Cinese e sicurezza in Estremo Oriente", adottata il 7 luglio 2005, ha invitato la Russia a restituire al Giappone le Isole Curili meridionali "occupate". L'Ucraina, in seguito all'invasione russa dell'Ucraina, riconosce anche le quattro isole Curili più meridionali come territorio giapponese occupato dalla Russia.
La Russia sostiene che tutte le Isole Curili, comprese quelle che il Giappone chiama Territori del Nord, fanno legalmente parte della Russia a seguito della seconda guerra mondiale, e l'acquisizione è stata corretta come qualsiasi altro cambiamento dei confini internazionali dopo la guerra.